# Eschyle d'Alexandrie
Ne doit pas être confondu avec Eschyle.
 (juillet 2017).
Eschyle (en grec ancien Αἰσχύλος / Aiskhúlos) d'Alexandrie est un poète épique et tragique de la Grèce antique d'époque hellénistique.

## Éléments biographiques
Il n'est connu que par une référence d'Athénée de Naucratis qui le qualifie de « bel érudit ». Il cite de lui deux vers d'une pièce intitulée Amphitryon, et mentionne une Epopée de la Messénie du même auteur. Il est peut-être identique à un grammairien auteur d'un recueil de proverbe cité par Zénobios, V.85 qui reprend son explication du rire sardonique.